# Walther Kieser
Nikolaus Karl Walther Kieser (* 27. August 1894 in Krefeld; † 12. November 1947 in Dessau) war ein deutscher Bildhauer.

## Leben
Walther Kieser wurde als ältester Sohn von Richard Markus Kieser (1870–1940) und seiner ersten Frau Helene Kieser geb. Wiesner in Krefeld geboren. Auf Walter folgten noch weitere vier Kinder, u. a. Elisabeth (* 1896), Martha (* 1898), Helene (* 1902) und Harry (1908–1978). 1906 zog die Familie nach Bad Warmbrunn, als der Vater dort die Leitung der Holzschnitzschule Bad Warmbrunn übernahm. Nach dem Schulabschluss lernte Walter ab 1912 an der von 1907 bis 1912 vom Vater geleiteten Schule das Drechslerhandwerk. Es folgte ein Kunststudium in Dresden, das er durch den Ausbruch des Ersten Weltkriegs nicht fortsetzen konnte. Im Ersten Weltkrieg leistete Kieser Kriegsdienst an der Westfront. Nach Kriegsende folgte ein kurzer Aufenthalt in Stuttgart, bevor er nach Dessau zu den Eltern zurückgekehrte. 
In Dessau lernte er die neun Jahre ältere Künstlerin Friede Maruhn (1885–1947) kennen, die aus Nedlitz in Anhalt stammte. Ab 1919 arbeiteten Kieser und Friede Maruhn in einer gemeinsamen Werkstatt in Dessau und unterstützten sich gegenseitig. Kieser schuf vor allem Großplastiken, während Friede Maruhn kleine und mittelgroße Tierplastiken entwarf. Kieser wird eine künstlerische Nähe zu den Arbeiten von Adolf von Hildebrand nachgesagt. Das Paar heiratete 1921. Im Jahr darauf kam am 15. Juni 1922 ihr Sohn Dieter Richard (gen. Dietrich) in Dessau zur Welt.
Den künstlerischen Durchbruch schaffte Kieser ebenfalls 1921 mit dem Boelcke- und Kriegerdenkmal auf dem Ehrenfriedhof in Dessau, das er zusammen mit dem Architekten Albin Müller schuf. Beide Künstler gestalteten auf den beiden Seiten des Denkmals die „Schöpfung“ auf völlig unterschiedliche Weise. Diesem Auftrag schlossen sich zahlreiche Nachfolgeaufträge an.
Am 14. Oktober 1925 gründete das Künstlerpaar die Waldkaterkeramik GmbH in Dessau. Im Haus Kienfichten 2 befand sich die keramische Werkstatt. Es wurden u. a. Tierplastiken hergestellt, die auch in der umliegenden Siedlung aufgestellt wurden. Die Produkte der Waldkaterkeramik GmbH wurden deutschlandweit bekannt und verbreitet.
Am 25. September 1932 starb Kiesers Mutter Helene an einem Hirnschlag. Der Vater Richard Markus Kieser starb am 25. Januar 1940 ebenfalls in Dessau. 1944 verloren Walter und Friede ihr einziges Kind Dietrich, der als Soldat im Zweiten Weltkrieg fiel.
Im Januar 1947 starb Friede Kieser-Maruhn im Alter von 62 Jahren. Kieser versuchte zunächst, die im Zweiten Weltkrieg vollständig zerstörte Werkstatt wieder aufzubauen. Im November 1947 verstarb er jedoch ebenfalls im Alter von nur 53 Jahren.
Die Arbeiten von Kieser sind vor allem in Dessau und Umgebung auf verschiedenen Plätzen und an Gebäuden zu finden.

## Werk

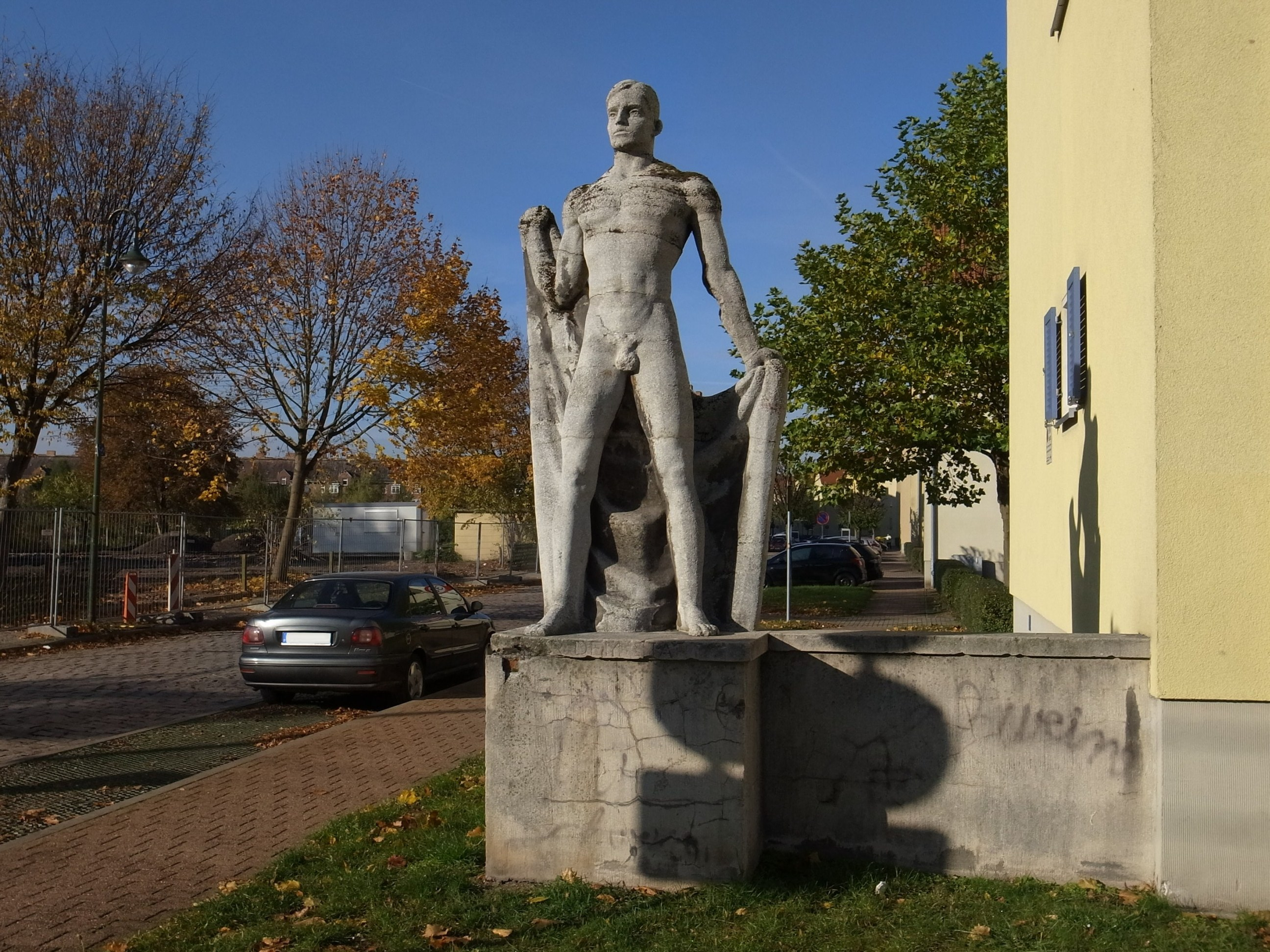
Vor dem Start

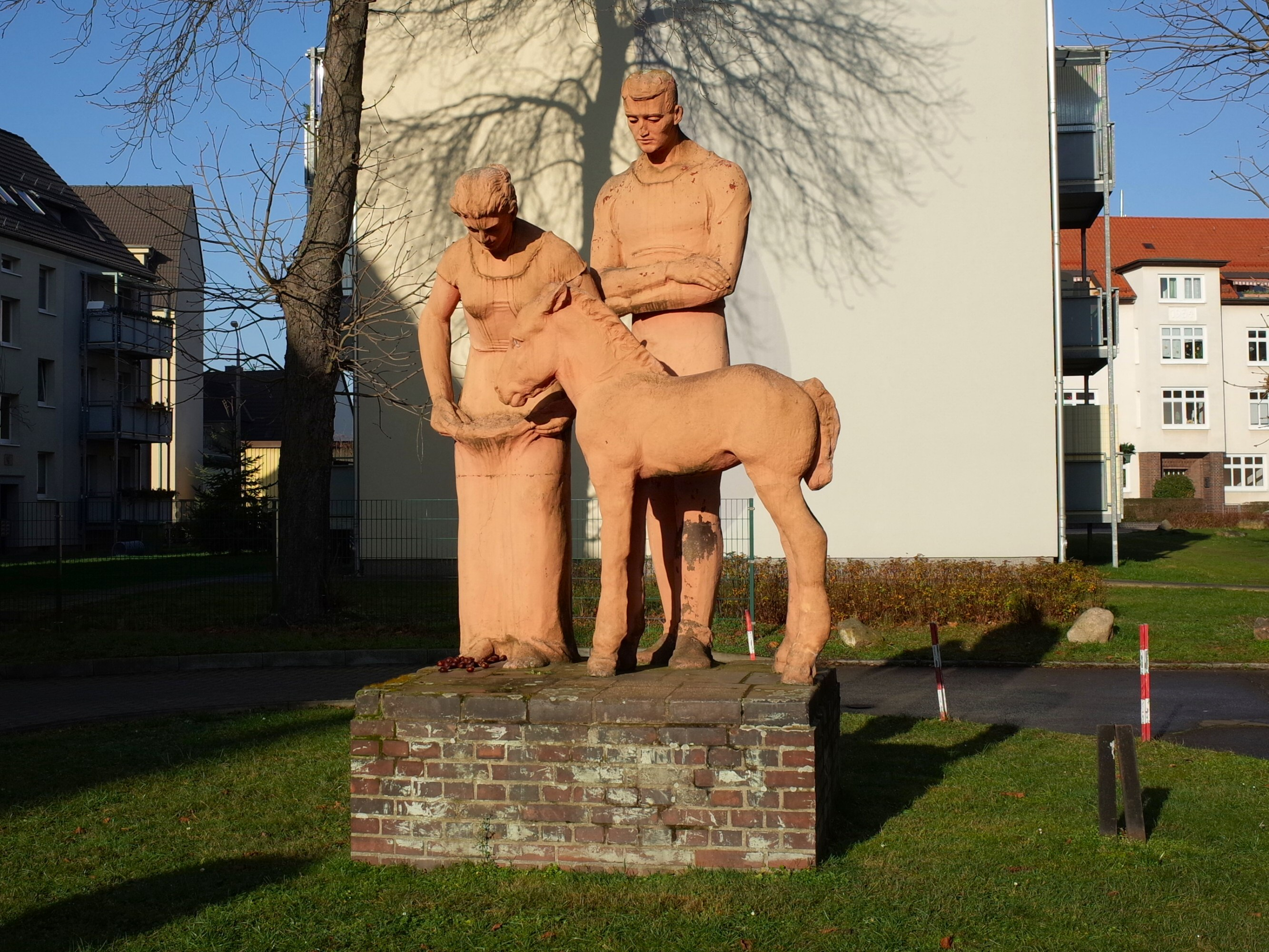
Tiere fütterndes Bauernpaar

- 1921: Boelcke- und Kriegerdenkmal auf dem Ehrenfriedhof in Dessau (zusammen mit Albin Müller)
- 1924: Gefallenendenkmal in der Stadtkirche in Oranienbaum (zusammen mit Friede Kieser-Maruhn)
- Ostwand der Christuskirche in Ziebigk zur Ehre der Gefallenen des Ersten Weltkriegs
- Menschengruppe für die Plastik „Tiere fütterndes Bauernpaar“ in Dessau
- Bärengruppe auf der Wetterstation am Friedensplatz in Dessau
- 1928: Bronzebüste im Vestibül des Verwaltungsgebäudes der Junkers-Werke in Dessau, Junkersstraße 35 (abgerissen)
- 1940: Figur „Vor dem Start“ im Handwerkerviertel in Dessau
- vor 1947 "Tanzende Kinder" Heidestraße 238 in Dessau[1]